# Mohamed Abdelaziz Ouchefoun
Mohamed Abelaziz Ouchefoun (en arabe : محمد عبدالعزيز وشفون), né le 9 septembre 2001, est un joueur algérien de badminton.

## Carrière
Mohamed Abelaziz Ouchefoun est médaillé d'argent par équipe mixte aux Jeux africains de 2019 à Rabat ainsi qu'au Championnat d'Afrique de badminton par équipes mixtes 2021 à Kampala et médaillé de bronze au Championnat d'Afrique de badminton par équipes mixtes 2023 à Johannesbourg. 
Il est médaillé de bronze en double hommes avec Sifeddine Larbaoui et en double mixte avec Halla Bouksani aux Jeux panarabes de 2023 à Alger.
Il est médaillé d'or aux Championnats d'Afrique de badminton par équipes 2024 au Caire et au Championnat d'Afrique de badminton par équipes mixtes 2025 à Douala.